# Handbuch der Seefischerei Nordeuropas
Das Handbuch der Seefischerei Nordeuropas ist ein nicht abgeschlossenes deutschsprachiges Sammelwerk in offiziell zehn und tatsächlich zwölf Bänden, das von 1928 bis 1967 erschien. Damit sollte „versucht werden, eine Gesamtübersicht über die wissenschaftlichen und praktischen Grundlagen und Leistungen“ der nordeuropäischen Seefischereien zu geben.

## Inhalt
In der systematischen Abfolge des Handbuchs werden zunächst die hydrographischen, geologischen und biologischen Faktoren beschrieben. Darauf folgen Darstellungen der Fische und anderer wirtschaftlich wichtiger Meerestiere sowie der Fanggeräte. Die Berichte über die Fischereien der nordeuropäischen Länder (Band 5 bis 8) decken das Europäische Nordmeer und den Nordatlantik bis zu einer Linie ab, die von der Biskaya nordwestlich führt, ferner Nord- und Ostsee sowie die Küstengewässer einschließlich ihrer Küstenfischereien. Die nachfolgenden Bände befassen sich mit der Verwertung der Seefischereiprodukte, fischereilichen Institutionen und ökonomischen Instrumenten (wozu die meisten Beiträge nicht erschienen sind) sowie aktuellen Entwicklungen der 1950er und 1960er Jahre.
In seinem Geleitwort von 1926 stellt Friedrich Heincke (1852–1929) aus Helgoland „als älteste(r) deutsche(r) Fischereibiologe“ die Gefahr der Überfischung in den Mittelpunkt. Auf die „Zerstörung des alten Fischerglaubens an den unerschöpflichen Reichtum der nordischen Meere an Fischen“, so Heincke, folgte die Erkenntnis, dass dieser Reichtum „unmittelbar abhängig von der Art und dem Grade seiner Ausnutzung durch die Fischerei“ ist, und nun die Besorgnis, dass „unsere heimischen Meere wegen zu starker Inanspruchnahme in einen Zustand der Überfischung geraten“. Auch das letzte erschienene Heft des Handbuchs befasste sich 1967 hauptsächlich mit der Überfischung, allerdings als ungerechtfertigter Vorwurf. Der Herausgeber und Autor Johannes Lundbeck (1901–1974), Direktor des Instituts für Seefischerei in Hamburg, schreibt darin, „bei der erfahrungsgemäß sehr schnellen Reaktion der Fische auf die Intensität der Nutzung“ könne „schwerlich von Schäden für die Zukunft die Rede sein.“ Es entfalle „die alte Befürchtung, die Fischerei bedrohe die Fortexistenz der Fischbestände“. Hingegen ergäben „ideelle naturschützlerische Bestrebungen der Biologen und Naturschützer“ keine Impulse.

## Herausgeber
Gegründet und von 1928 bis 1938 herausgegeben wurde das Handbuch von Heinrich Lübbert (1870–1951) und Ernst Ehrenbaum (1861 bis 1942). Beide Hamburger waren beruflich eng befreundet und in vielen internationalen maritimen Gremien tätig, weshalb sie noch nach ihren Pensionierungen aktiv blieben. Weil beide ab 1933 als Söhne jüdischer Väter galten – Ehrenbaums Vater war zum evangelischen Glauben konvertiert –, verloren sie alsbald alle Ämter und Funktionen. 1938 mussten sie die Herausgeberschaft des Handbuchs abgeben. Diese Tätigkeit sei ihm „durch die nationalsozialistische Regierung verboten“" worden, schrieb Lübbert nach dem Krieg.
1938 nennt der Verlag auf dem Umschlag von Heft 1 des 8. Bandes Lübbing und Ehrenbaum noch als Herausgeber. Auf dem Umschlag von Heft 3 des 3. Bandes, im gleichen Jahr erschienen, ist ihr Nachfolger Alfred Willer (1889–1953) bereits als alleiniger Herausgeber aufgeführt. Willer war bei der Übernahme der Herausgeberschaft 1938 kein Experte für Seefischerei, sondern für die ostpreußisch Binnen- und Küstenfischerei. Soeben war er auch Leiter der neu gegründeten Reichsanstalt für Fischerei in Berlin geworden und hatte zugleich die Professur für Fischereiwissenschaften des ebenfalls von den Nationalsozialisten entlassenen Hans Helmuth Wunsch erhalten.
Bis zum Ende des Nationalsozialismus erschienen nur noch drei Hefte, das letzte 1942. Alle (Band 4, Hefte 1 bis 3) waren von Werner Schnakenbeck geschrieben und nach der Ursprungsplanung von Lübbert zu verfassen. Ein geplanter Beitrag über die polnische Ostseefischerei (Band 8, Heft 8) entfiel mit dem deutschen Überfall auf Polen 1939; der angekündigte Autor Michał Marian Siedlecki wurde im November 1939 im Rahmen der Sonderaktion Krakau verhaftet und starb 1940 im KZ Sachsenhausen. Der geplante Beitrag über die russische Ostseefischerei (Band 8, Heft 5) war nach dem deutschen Überfall auf Russland 1941 ebenfalls hinfällig.
In einer Biografie beschreibt der Hydrobiologe Walter Nellen Willer als karrierebewussten, an die Verpflichtungen des Nationalsozialismus angepassten, eigentlich unpolitischen Wissenschaftsorganisator mit Hang zur Selbstüberschätzung. „Überraschend“ sei es ihm nach 1945 gelungen, Herausgeber zu bleiben, sogar zusammen mit dem zum Handbuch zurückgekehrten Lübbert. Mit der Wiederaufnahme des Erscheinens 1949 nannte der Umschlag als Herausgeber Lübbert, Ehrenbaum † und Willer; Ernst Ehrenbaum war 1942 gestorben. Nach dem Tod Lübberts 1951 und Willers 1953 übernahmen Gerhard Meseck und Johannes Lundbeck 1953 das Handbuch, bis die Arbeit daran mit einem von Lundbeck geschriebenen Beitrag 1967 endete.

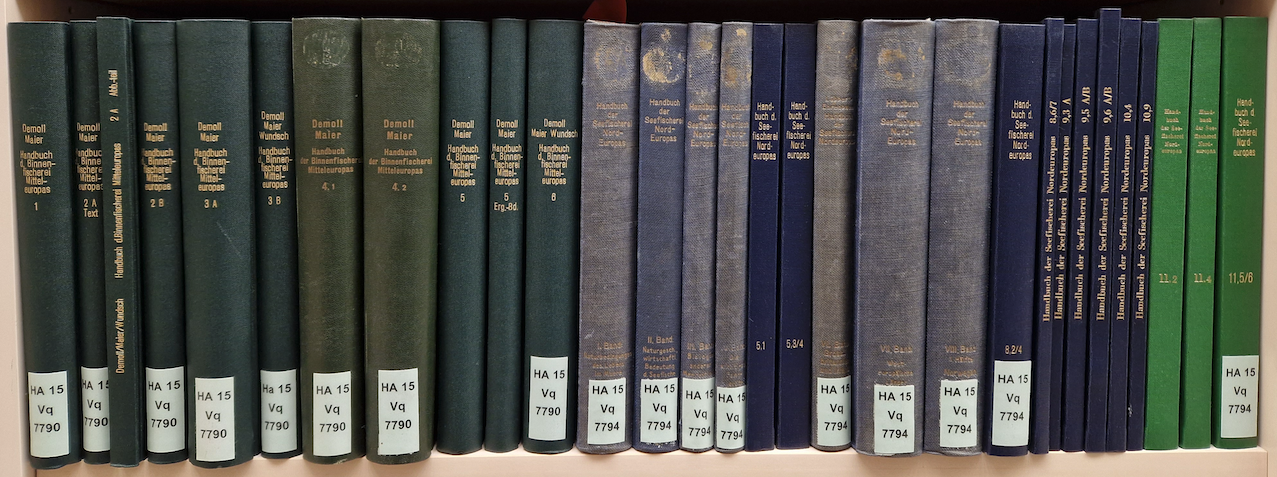
Handbücher der Binnenfischerei Mitteleuropas (links, dunkelgrün) und der Seefischerei Nordeuropas (rechts, blau und hellgrün), Exemplare der Staatsbibliothek Berlin

## Erscheinen
Das Handbuch erschien als Großoktav-Ausgabe in der E. Schweizerbart’schen Verlagsbuchhandlung in Stuttgart. Es war zunächst auf zehn Bände ausgelegt; durch einen Nachtragsband wurden es offiziell elf, durch Teilung von Band 8 tatsächlich zwölf Bände. Weil mindestens 15 von mehr als 60 geplanten Beiträgen nicht erschienen, blieben mehrere Bände unabgeschlossen. Die „Hefte“ genannten Lieferungen enthalten rund 50 Beiträge etwa der gleichen Zahl von Fachleuten. Die Hefte sind bis heute lieferbar.
Ein verwandtes Nachschlagewerk ist das Handbuch der Binnenfischerei Mitteleuropas in sechs (eigentlich: zehn) Bänden, das von 1924 bis 1965 ebenfalls bei Schweizerbart erschien.

## Liste der Beiträge
Übersichten über erschienene und geplante Veröffentlichungen und ihre Autoren wurden auf den inneren Umschlagseiten der Hefte veröffentlicht. Aufgrund des Erscheinungszeitraums über fünf Jahrzehnte änderten sich die Ankündigungen erheblich. Der ursprüngliche Plan erschien 1928 mit dem ersten ausgelieferten Heft (Band 5, Heft 1). Angaben daraus sind hier nur übernommen, soweit sie die Struktur des Handbuchs erklären (vor allem die Änderungen bei Band 2) oder die Suche nach Autoren aufzeigen. Die Pläne von 1953 (Band 8, Heft 3a) und 1967 (Band 11, Heft 2, letztes erschienenes Heft) sind vollständig berücksichtigt, auch um auch eine Übersicht über die nicht erschienenen Teile des Werkes zu ermöglichen.
Die zeitgenössische Großschreibung vieler geografischer Adjektive wurde dem heutigen Stand angepasst. Angaben über den Umfang der Vorworte und die Zahl von Abbildungen, Tafeln, Tabellen und Beilagen und Namen von Übersetzern sind nicht übernommen. Die Bandzählung wurde den digitalen Bibliothekskatalogen folgend von römischen auf arabische Ziffern umgestellt. Die Autopsierung bei widersprüchlichen Seitenzahlen ergab, dass sich die Paginierungen von Lieferungen (hier: Heften) manchmal geringfügig überschneiden oder Lücken entstehen. Die Inhaltsverzeichnisse waren regelmäßig nicht mitpaginiert.
Die Abkürzungen bedeuten:

angek.: angekündigt

ausgef.: nach Autorenwechsel ausgeführt

Dig. Digitalisat des Beitrags, Link zum Beleg

Inh. Inhaltsverzeichnis, Direktlink

n. e. nicht erschienen

| Band, Teilband  | Heft             | Verfasser                                                                           | Titel | Seiten     | Jahr | online                            |
| --------------- | ---------------- | ----------------------------------------------------------------------------------- | --- | ---------- | ---- | --------------------------------- |
| 01              | 1–6              |                                                                                     | Naturbedingungen des Lebens im Meere |            | 1951 |                                   |
|                 | 1                | Kurt Kalle                                                                          | Die waagerechte Gliederung und die Tiefen des Meeres | 22 S.      | 1949 | Inh.                              |
|                 | 2                | Kurt Kalle                                                                          | Die natürlichen Eigenschaften der Gewässer | 37 S.      | 1949 | Inh.                              |
|                 | 3                | Otto Pratje                                                                         | Die Bodenbedeckung der nordeuropäischen Meere | 23 S.      | 1949 | Inh.                              |
|                 | 4                | Wilhelm Nienburg                                                                    | Die festsitzenden Pflanzen der nordeuropäischen Meere | 54 S.      | 1930 | Inh.                              |
|                 | 5a               | Arthur Hagmeier, Clemens Künne                                                      | Die Nahrung der Meerestiere. Teil I: Einleitung. Teil II: Das Plankton | S. 1–85    | 1950 | Inh.                              |
|                 | 5b               | Arthur Hagmeier                                                                     | Die Nahrung der Meerestiere. Teil III: Die wirbellosen Boden- und Nektontiere. Teil IV: Beziehungen der Ernährung zur Verbreitung der Arten und der Gemeinschaften der Bodentiere. | S. 88–242  | 1951 | Inh.                              |
|                 | 6                | Karl Brandt, Johannes Reibisch                                                      | Der Stoffhaushalt im Meere | 36 S.      | 1933 | Inh.                              |
| 1928 angek.: 02 | 1928 angek.: 1–2 |                                                                                     | Systematik und Biologie der Seefische Nord-Europas (n. e.) |            |      |                                   |
|                 | 1                | Ernst Ehrenbaum                                                                     | Allgemeiner Teil. Anatomie, Physiologie, Entwickelung, Biologie, Phylogenie, Forschungsmethoden (n. e.)                                                                            |            |      |                                   |
|                 | 2                | Harry Macdonald Kyle                                                                | Spezieller Teil. Knochenfische, Knorpelfische (n. e.) |            |      |                                   |
| 02              |                  |                                                                                     | Die Seefische Nord-Europas | 337 S.     | 1936 |                                   |
|                 |                  | Ernst Ehrenbaum                                                                     | Naturgeschichte und wirtschaftliche Bedeutung der Seefische Nordeuropas | 337 S.     | 1936 | Inh.                              |
| 03              |                  |                                                                                     | Systematik und Biologie anderer wirtschaftlich wichtiger Meerestiere Nord-Europas                                                                                                  |            |      |                                   |
|                 | 1                | Ernst Henschel                                                                      | Naturgeschichte der nordatlantischen Wale und Robben | 54 S.      | 1937 | Inh.                              |
|                 | 2                | Berend Havinga                                                                      | Krebse und Weichtiere | 147 S.     | 1929 | Inh.                              |
|                 | 3                | Max Egon Thiel                                                                      | Naturgeschichte des Seemooses | 34 S.      | 1938 | Inh.                              |
| 04              |                  |                                                                                     | Die wichtigsten Fanggeräte |            |      |                                   |
|                 | 1/2              | 1928 angek.: Heinrich Lübbert, 1942 ausgef.: Werner Schnakenbeck                    | Schleppnetze | 1–42       | 1942 | Inh.                              |
|                 | 1/2              | 1928 angek.: Heinrich Lübbert, 1942 ausgef.: Werner Schnakenbeck                    | Waden | 43–54      | 1942 | Inh.                              |
|                 | 3                | 1928 angek.: Heinrich Lübbert, 1940 ausgef.: Werner Schnakenbeck                    | Stehende Geräte – Treibnetze | 48 S.      | 1940 | Inh.                              |
|                 | 4                | Nicolaus Peters                                                                     | Angeln | 47 S.      | 1935 | Inh.                              |
| 05              |                  |                                                                                     | Die deutsche Seefischerei |            |      |                                   |
|                 | 1                | Werner Schnakenbeck                                                                 | Die Nordseefischerei | 229 S.     | 1928 | Inh.                              |
|                 | 2                | 1928: Heinrich Lübbert, 1953: Arved Bolle                                           | Die Nordsee-Fischereihäfen (n. e.) |            |      |                                   |
|                 | 3                | Hermann Henking                                                                     | Die Ostseefischerei | 182 S.     | 1929 | Inh.                              |
|                 | 4                | Werner Schnakenbeck                                                                 | Der Walfang | 33 S.      | 1928 | Inh.                              |
|                 | 5                | Kurt Schubert                                                                       | Der Walfang seit 1936 (n. e.) |            |      |                                   |
| 06              | 1–4              | Harry Macdonald Kyle                                                                | Die Seefischerei von Großbritannien und Irland | 334 S.     | 1929 | Inh.                              |
|                 | 1                | Harry Macdonald Kyle                                                                | Geschichtliche Entwicklung der britischen Fischerei | S. 1–57    | 1929 |                                   |
|                 | 2                | Harry Macdonald Kyle                                                                | Verwaltung und Regelung der Fischerei | S. 59–78   | 1929 |                                   |
|                 | 3                | Harry Macdonald Kyle                                                                | Betriebsarten und Fahrzeuge | S. 79–169  | 1929 |                                   |
|                 | 4                | Harry Macdonald Kyle                                                                | Fischereidistrikte und Fischereihäfen | S. 171–334 | 1929 |                                   |
| 07              |                  | 1–5                                                                                 | Die Seefischereien von Frankreich, Niederlande, Belgien, Island |            |      |                                   |
|                 | 1                | Edouard Le Danois, mit Lucien Marie Beaugé, Gérard Belloc u. a.                     | Die französische Seefischerei | 180 S.     | 1937 | Inh. Dig. Teilausg. (französisch) |
|                 | 2                | Johann Jacob Tesch, Jan de Veen                                                     | Die niederländische Seefischerei | 104 S.     | 1933 | Inh.                              |
|                 | 3                | Leonce Verbrugghe                                                                   | Die belgische Seefischerei | 39 S.      | 1932 | Inh. Dig.                         |
|                 | 4                | Bjarni Saemundsson                                                                  | Die isländische Seefischerei | 89 S.      | 1930 | Inh.                              |
|                 | 5                | Berend Havinga                                                                      | Austern- und Muschelkultur | 64 S.      | 1932 | Inh.                              |
| 08              |                  |                                                                                     | Die Seefischereien von Norwegen, Dänemark, Schweden, Finnland, Russland, Estland, Lettland und Danzig                                                                              |            |      |                                   |
| 08, 1. Hälfte   |                  |                                                                                     | Die norwegische Seefischerei – Der norwegische Wal- und Robbenfang | 275 S.     | 1938 |                                   |
|                 | 1a               | Oscar Sund                                                                          | Die norwegische Seefischerei | S. 1–181   | 1938 | Inh.                              |
|                 | 1b               | Sigurdur Risting, Harald Bjarne Paulsen                                             | Der norwegische Walfang | S. 1–66    | 1938 | Inh.                              |
|                 | 1b               | Thor Iversen                                                                        | Der norwegische Robbenfang | S. 67–94   | 1938 | Inh.                              |
| 08, 2. Hälfte   |                  |                                                                                     | Die Seefischereien der nordosteuropäischen Länder |            |      |                                   |
|                 | 2                | Frederik Vilhelm Mortensen, Aage Carl Strubberg                                     | Die dänische Seefischerei | 108 S.     | 1931 | Inh.                              |
|                 | 3a               | Nils Rosén                                                                          | Die schwedische Westküstenfischerei | 66 S.      | 1953 | Inh.                              |
|                 | 3b               | Christian Hessle                                                                    | Die schwedische Ostseefischerei | 32 S.      | 1934 | Inh.                              |
|                 | 4                | Toivo Henrik Järvi                                                                  | Die Seefischerei von Finnland | 73 S.      | 1934 | Inh.                              |
|                 | 5                | 1928: Nikolai Michailowitsch Knipowitsch, 1953: N. N., 1967: Juli Juljewitsch Marty | Die russische Seefischerei (n. e.) |            |      |                                   |
|                 | 6                | Guido Schneider                                                                     | Die Seefischerei von Lettland und Estland | 34 S.      | 1928 | Inh.                              |
|                 | 7                | Arthur Seligo                                                                       | Die Seefischerei von Danzig | 34 S.      | 1931 | Inh.                              |
|                 | 8                | 1928: Michał Marian Siedlecki, 1953, 1967: N. N.                                    | Die polnische Seefischerei |            |      |                                   |
| 09              |                  |                                                                                     | Verwertung der Seefischereiprodukte |            |      |                                   |
|                 | 1                | 1953: Karl Seumenicht, 1967: Gerhard Meidell Gerhardsen                             | Fischhandel (n. e.) |            |      |                                   |
|                 | 2                | 1953, 1967: Karl Seumenicht                                                         | Fischindustrie (n. e.) |            |      |                                   |
|                 | 3a               | William Loftas                                                                      | Bratfischhandel in Großbritannien | 48 S.      | 1931 | Inh.                              |
|                 | 3b               | 1928: Heinrich Lübbert, 1953, 1967: N. N.                                           | Bratfischhandel in Deutschland (n. e.) |            |      |                                   |
|                 | 4                | 1928, 1953, 1967: Walter Schlienz                                                   | Anwendung von Kälte in Fischerei und Fischwirtschaft (n. e.) |            |      |                                   |
|                 | 5a               | 1953 angek.: Walter Ludorff, 1954 ausgef.: Hans Kurmeier                            | Gewinnung und Verwertung der Seetiermehle | S. 1–66    | 1954 | Inh.                              |
|                 | 5b               | Walter Ludorff                                                                      | Gewinnung und Verwertung der Seetieröle | S. 1–33    | 1954 | Inh.                              |
|                 | 6a               | 1953 angek.: Walter Ludorff, 1956 ausgef.: Gerhard Krefft                           | Gewinnung und Verwertung der Haut sowie der Schuppen und sonstiger Hartgebilde von Fischen                                                                                         | S. 1–35    | 1956 | Inh.                              |
|                 | 6b               | 1953 angek.: Walter Ludorff, 1956 ausgef.: Hans Kurmeier                            | Fischleim, Fischeiweiß sowie andere Erzeugnisse aus Fischen. Probleme und Herstellungsverfahren                                                                                    | S. 1–34    | 1956 | Inh.                              |
| 10              |                  |                                                                                     | Förderung der Seefischerei |            |      |                                   |
|                 | 1                | 1953: Helmut Wiehr, 1967: N. N.                                                     | Die Organisation in der Fischerei (n. e.) |            |      |                                   |
|                 | 2                | 1953: N. N., 1967: Adolf Bückmann                                                   | Fischerei-Forschungs-Institute (n. e.) |            |      |                                   |
|                 | 3                | 1953, 1967: Adolf Bückmann                                                          | Zentralausschuss für die Internationale Meeresforschung (n. e.) |            |      |                                   |
|                 | 4                | Harry Macdonald Kyle                                                                | Die Statistik der Seefischerei Nordeuropas. Anhang: Die Überfischungsfrage. | 41         | 1928 | Inh.                              |
|                 | 5                | 1953, 1957: N. N.                                                                   | Fischereigesetzgebung (n. e.) |            |      |                                   |
|                 | 6                | 1953: Herbert Heidrich, 1967: N. N.                                                 | Versicherungswesen (n. e.) |            |      |                                   |
|                 | 7                | 1953: Herbert Heidrich, 1967: N. N.                                                 | Prämien und Darlehen (n. e.) |            |      |                                   |
|                 | 8                | 1953: Heinz Kaufmann, 1967: N. N.                                                   | Seefischpropaganda (n. e.) |            |      |                                   |
|                 | 9                | 1953: Gerhard Meseck, 1958 ausgeführt: Fritz Bartz                                  | Die wirtschaftliche Bedeutung der Seefischerei | 75 S.      | 1958 | Inh.                              |
| 11              |                  |                                                                                     | Nachtragsband |            |      |                                   |
|                 | 1                | 1967: N. N.                                                                         | Neuere Entwicklung und Stand der Seefischerei Nordeuropas (n. e.) |            |      |                                   |
|                 | 2                | Johannes Lundbeck                                                                   | Die biodynamischen Grundlagen der Befischung und die internationale Regulierung der Seefischerei                                                                                   | 367 S.     | 1967 | Inh.                              |
|                 | 3                | Andres von Brandt                                                                   | Neuere Entwicklung der Fangtechnik (n. e.) |            |      |                                   |
|                 | 4                | Gerhard Timmermann                                                                  | Die nordeuropäischen Seefischereifahrzeuge, ihre Entwicklung und ihre Typen | 186 S.     | 1962 | Inh.                              |
|                 | 5                | Wilhelm Möckel, mit H. Thode, G. Harms und F. Timmann                               | Bau und Seeverhalten von Fischereifahrzeugen | 83 S.      | 1958 | Inh.                              |
|                 | 6                | Kurt Schubert                                                                       | Der Walfang der Gegenwart | 206 S.     | 1955 | Inh.                              |